# Művészettörténeti Értesítő
A Művészettörténeti Értesítő a Magyar Tudományos Akadémia, majd a Magyar Régészeti és Művészettörténeti Társulat szakfolyóirata. Művészettörténeti kutatások eredményeit, tanulmányokat és doktori védések vitáit közli évenként négy számban. A közölt publikációk témája általában a magyar művészet és műgyűjtés köréből való. A művészettörténet első magyar szakfolyóirata, művészettörténeti tanulmányok korábban az Archaeologiai Értesítőben és a Magyar Művészetben jelentek meg.
1952-1961 között Dercsényi Dezső, 1962-1980 között Pogány Ö. Gábor, 1981–1997 között Mojzer Miklós szerkesztette, jelenleg Jávor Anna szerkesztésében jelenik meg. A szerkesztőbizottság elnöke 1998 óta Mojzer Miklós. 1956-ig évente két szám jelent meg, 2000-ig négy számban, 2001 óta két számban jelenik meg évente.
ISSN száma 0027-5247 (az online változaté 1588-2802)